# Butylhydroxyanisol
Butylhydroxyanisol, E320 (BHA) er en antioxidant bestående af de to organiske isomerer 2-tertbutyl-4-hydroxyanisol og 3-tertbutyl-4-hydroxyanisol. Det fremstilles ud fra 4-methoxyfenol og isobutylen. Det er et voksagtigt stof, der benyttes som tilsætningsstof under E-nummeret E320. BHA bruges primært som antioxidant og konserveringsmiddel i fødevarer, fødevareemballage, dyrefoder, kosmetik, gummi og petroleumsprodukter. BHA bruges også i medicinske præparater som isotretinoin, lovastatin, simvastatin m.fl.

## Antioxidantegenskaber
BHA er blevet brugt som antioxidant i fedtstoffer og fedtholdige fødevarer siden 1947, idet stoffet forhindrer fødevarerne i at harskne og udvikle ubehagelige lugte. Den konjugerede aromatiske ring er i stand til at stabilisere frie radikaler ved at binde sig til dem. På denne måde forhindres de frie radikaler i at reagere med fødevarerne.

## Sundhedsrisiko
Ifølge det amerikanske National Institutes of Health menes BHA at være kræftfremkaldende for mennesker. Dette er begrundet i eksperimenter med forsøgsdyr. Rotter og syriske guldhamstere, hvis foder er blevet tilsat store doser BHA, har øget tendens til papillomer og carcinomer i fordøjelseskanalen. Hos mus er der ikke blevet påvist en kræftfremkaldende effekt, og der er endda tegn på, at stoffet beskytter mod andre kræftfremkaldende stoffer.
Det sædvanligvis lave indtag af HBA menes ikke at føre til øget kræftrisiko hos mennesker.
BHA er desuden hormonforstyrrende.